# Huỳnh Thị Hằng
Huỳnh Thị Hằng (sinh ngày 14 tháng 9 năm 1975) là một nữ chính khách người Việt Nam. Bà hiện bà Phó Bí thư Tỉnh ủy, Chủ tịch Ủy ban Mặt trận Tổ quốc tỉnh Đồng Nai.
Bà từng là Phó Bí thư Thường trực Tỉnh ủy, Chủ tịch Hội đồng nhân dân tỉnh Bình Phước , Bí thư Thị ủy Bình Long.

## Xuất thân
Bà sinh ngày 14 tháng 9 năm 1975.
Quê quán: Thị trấn Tân Khai, huyện Hớn Quản, tỉnh Bình Phước

## Giáo dục
- Giáo dục phổ thông: 12/12
- Chuyên môn, nghiệp vụ: Kỹ sư Thủy lợi.
- Học vị: Thạc sĩ Kỹ thuật tài nguyên nước.
- Lý luận chính trị: Cao cấp.
- Ngoại ngữ: Anh văn B1.

## Sự nghiệp
Từ tháng 10/1993 đến tháng 6/1998: bà là sinh viên Trường Đại học Thủy lợi Hà Nội.
Từ tháng 8/1998 đến tháng 7/2001: cán bộ kỹ thuật Ban Quản lý dự án ngành Nông nghiệp và Phát triển nông thôn tỉnh Bình Phước.
Từ tháng 8/2001 đến tháng 02/2002: cán bộ tổng hợp Chi cục Thủy lợi và Phòng chống lụt bão tỉnh Bình Phước.
Từ tháng 3/2002 đến tháng 02/2006: bà được bổ nhiệm Phó Trưởng phòng Tổ chức hành chính, Trưởng phòng Tổ chức hành chính, Chánh Văn phòng Sở Nông nghiệp và Phát triển nông thôn tỉnh Bình Phước.
Từ tháng 3/2006 đến tháng 9/2010: Phó Chủ tịch Hội Liên hiệp Phụ nữ tỉnh Bình Phước.
Ngày 28 tháng 9 năm 2010, tại Đại hội Đảng bộ tỉnh Bình Phước lần thứ IX, bà được bầu vào Ban Chấp hành Đảng bộ tỉnh nhiệm kỳ 2010 - 2015
Từ tháng 01/2012 đến tháng 9/2014: Tỉnh ủy viên, Chủ tịch Hội Liên hiệp Phụ nữ tỉnh Bình Phước.
Ngày 22 tháng 10 năm 2015, tại Đại hội Đảng bộ tỉnh Bình Phước lần thứ X, bà tiếp tục tái cử Ban Chấp hành Đảng bộ tỉnh và được bầu vào Ban Thường vụ Tỉnh ủy khóa X, nhiệm kỳ 2015 - 2020.
Từ tháng 3/2015 đến tháng 8/2015: Ủy viên Ban Thường vụ Tỉnh ủy, Trưởng ban Dân vận Tỉnh ủy.
Từ tháng 8/2015 đến tháng 02/2016: Ủy viên Ban Thường vụ Tỉnh ủy, Bí thư Thị ủy Bình Long.
Ngày 26 tháng 2 năm 2016, Hội đồng nhân dân tỉnh Bình Phước khóa VIII tổ chức kỳ họp thứ mười bốn (bất thường) và bà được bầu làm Phó Chủ tịch Uỷ ban nhân dân tỉnh với 52/57 số phiếu.
Ngày 5 tháng 2 năm 2020, Hội nghị Ban Chấp hành Đảng bộ tỉnh Bình Phước đã tiến hành bỏ phiếu kín bầu bà giữ chức Phó Bí thư Thường trực Tỉnh ủy Bình Phước nhiệm kỳ 2015-2020.
Ngày 28 tháng 2 năm 2020, Hội nghị Ban Chấp hành Đảng bộ tỉnh Bình Phước mở rộng đã công bố quyết định của Ban Bí thư Trung ương Đảng về việc chuẩn y bà giữ chức Phó Bí thư Thường trực Tỉnh ủy.
Ngày 23 tháng 3 năm 2020, Hội đồng nhân dân tỉnh Bình Phước khóa IX tổ chức kỳ họp thứ mười một (bất thường), bà đã được bầu làm Chủ tịch Hội đồng Nhân dân tỉnh.
Ngày 20 tháng 7 năm 2020, bà tham gia Lớp bồi dưỡng kiến thức mới cho cán bộ quy hoạch cấp chiến lược khóa XIII, lớp thứ năm (Lớp bồi dưỡng kiến thức mới).
Ngày 2 tháng 10 năm 2020, tại Đại hội Đảng bộ tỉnh Bình Phước lần thứ XI, bà tái cử Ban Chấp hành, Ban Thường vụ Tỉnh ủy và tiếp tục được bầu giữ chức Phó Bí thư Thường trực Tỉnh ủy Bình Phước nhiệm kỳ 2020-2025.
Ngày 30 tháng 6 năm 2021, tại kỳ họp thứ nhất Hội đồng nhân dân tỉnh Bình Phước khóa X, bà tiếp tục được bầu giữ chức Chủ tịch HĐND tỉnh nhiệm kỳ 2021-2026.